# Biramus aggregatus
Biramus aggregatus is een insect uit de familie van de bruine gaasvliegen (Hemerobiidae), die tot de orde netvleugeligen (Neuroptera) behoort. 
Biramus aggregatus is voor het eerst wetenschappelijk beschreven door Oswald in 2004.